# 文雅罕愚螺
文雅罕愚螺（学名：Onoba elegantula），是中腹足目麂眼螺科Onoba属的一种。主要分布于中国大陆，常栖息在潮间带至水深20米。